# NGC 3524
NGC 3524 is een spiraalvormig sterrenstelsel in het sterrenbeeld Leeuw. Het hemelobject werd op 11 maart 1784 ontdekt door de Duits-Britse astronoom William Herschel.

## Synoniemen
- UGC 6158
- MCG 2-28-50
- ZWG 66.112
- KCPG 267B
- PGC 33604